# Symplocos ovatilobata
Symplocos ovatilobata är en tvåhjärtbladig växtart som beskrevs av Hans Peter Nooteboom. Symplocos ovatilobata ingår i släktet Symplocos och familjen Symplocaceae. Inga underarter finns listade i Catalogue of Life.